# Jakubiwka (obwód winnicki)
Jakubiwka (ukr. Якубівка) – wieś na Ukrainie, w obwodzie winnickim, w rejonie winnickim, w hromadzie Ilińce, nad rzeką Sybok (Сибок) dopływem Sobu. W 2001 roku liczyła 422 mieszkańców.